# タヒチクイナ
タヒチクイナ（学名：Gallirallus pacificus）は、ツル目クイナ科に属する鳥類の1種である。絶滅種。南太平洋のソシエテ諸島に生息していた。体色は喉から腹にかけての前面が白、クチバシと後頭部が赤、背などの残りの部分が黒。標本は残っていない。

## 絶滅の経緯
ネコ、ネズミ、ブタなどの移入動物による食害のため、タヒチ島では1844年まで、最後の生息地であるメヘティア島では1930年代までに絶滅した。